# Martinstein

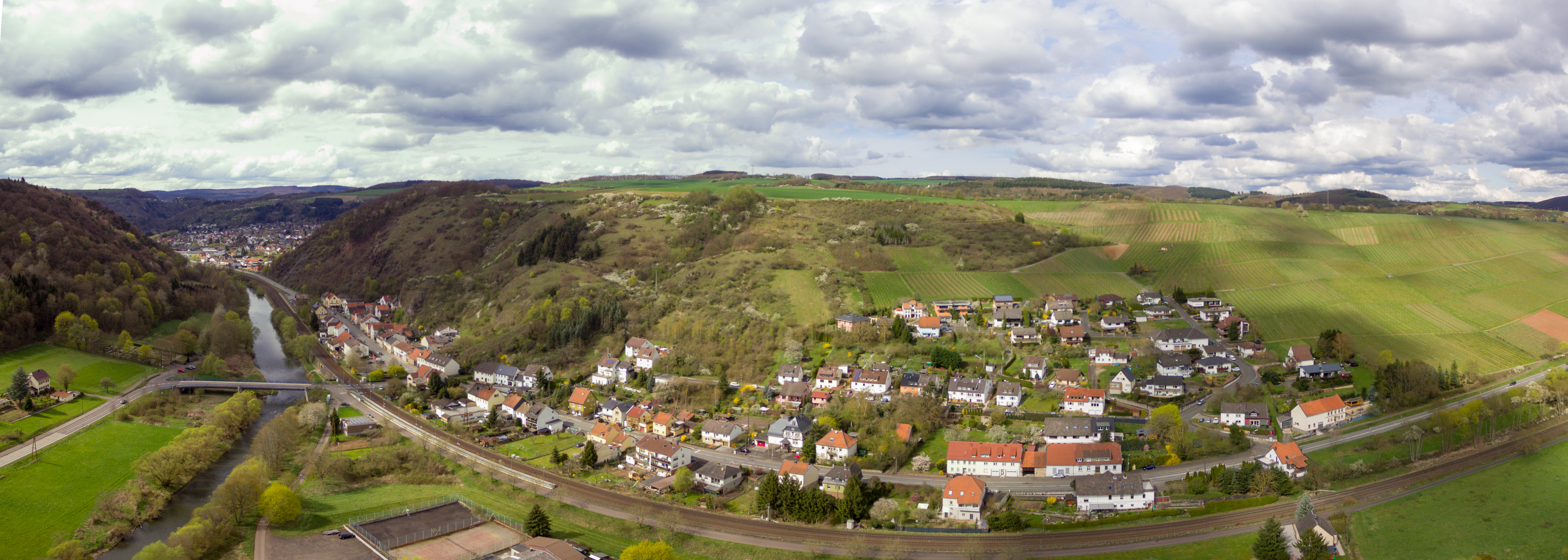
Panoramabild von Martinstein

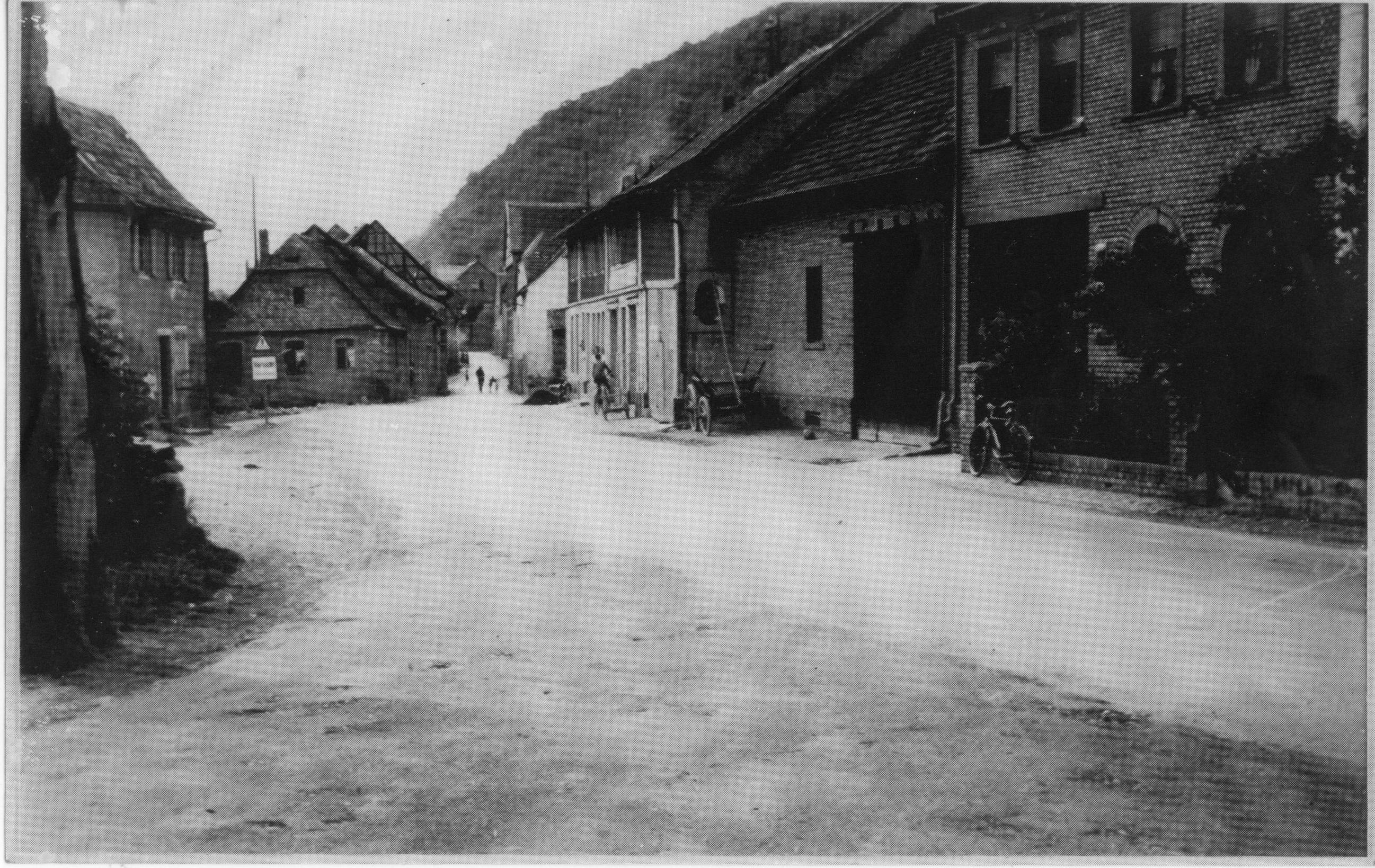
Martinstein

Martinstein ist eine Ortsgemeinde im Landkreis Bad Kreuznach in Rheinland-Pfalz. Sie gehört der Verbandsgemeinde Nahe-Glan an. Martinstein ist mit 39 Hektar die flächenkleinste Gemeinde Deutschlands.

## Geographie
Martinstein liegt direkt am linken Flussufer der Nahe. Nördlich erhebt sich der Hunsrück, südlich das Nordpfälzer Bergland. Im Westen befinden sich Simmertal und Hochstetten-Dhaun, im Osten Weiler bei Monzingen und Merxheim.

## Geschichte
Der Ort entstand im Hochmittelalter an einem Übergang der Nahe auf der Gemarkung von Simmern unter Dhaun. 1340 errichtete der Erzbischof von Mainz während der „Dhauner Fehde“ gegen den Wildgrafen auf Dhaun über dem Ort eine Burg, zwei Jahre später erhielt der Ort Stadtrechte. 1518 erhielt Martinstein eine eigene kleine Gemarkung. Im 18. Jahrhundert kam der Ort in den Besitz der Markgrafschaft Baden und wurde dem Amt Naumburg unterstellt.
Die Inbesitznahme des Linken Rheinufers durch französische Revolutionstruppen beendete die alte Ordnung. Martinstein wurde von 1798 bis 1814 Teil der Französischen Republik (bis 1804) und anschließend des Französischen Kaiserreichs, verwaltungstechnisch der Mairie Monzingen im Kanton Sobernheim des Departements Rhein-Mosel zugeordnet. Nach der Niederlage Napoleons kam die Region, und damit Martinstein, aufgrund der auf dem Wiener Kongress getroffenen Vereinbarungen ab 1815 zum Königreich Preußen. Die Gemeinde wurde von der Bürgermeisterei Monzingen im Kreis Kreuznach im Regierungsbezirk Koblenz verwaltet.
Als Folge des Ersten Weltkriegs war die gesamte Region dem französischen Abschnitt der Alliierten Rheinlandbesetzung zugeordnet. Nach dem Zweiten Weltkrieg wurde Martinstein innerhalb der französischen Besatzungszone Teil des 1946 neu gebildeten Landes Rheinland-Pfalz.
1966 wurde die Gemarkungsgrenze so verändert, dass die Teile der Ortschaft, die bis dahin auf Flächen von Simmern unter Dhaun, Weiler bei Monzingen und Merxheim lagen, zu Martinstein gelangten. Im Zuge der ersten rheinland-pfälzischen Verwaltungsreform erfolgte 1970 eine Zuordnung des Dorfes zur Verbandsgemeinde Bad Sobernheim, die wiederum zum 1. Januar 2020 mit der VG Meisenheim zur Verbandsgemeinde Nahe-Glan fusionierte.
Bevölkerungsentwicklung
Die Entwicklung der Einwohnerzahl von Martinstein, die Werte von 1871 bis 1987 beruhen auf Volkszählungen:
| Jahr | Einwohner |
| 1815 | 132       |
| 1835 | 202       |
| 1871 | 188       |
| 1905 | 194       |
| 1939 | 295       |

| Jahr | Einwohner |
| 1950 | 345       |
| 1961 | 367       |
| 1970 | 368       |
| 1987 | 351       |
| 1997 | 354       |

| Jahr | Einwohner |
| 2005 | 341       |
| 2015 | 301       |
| 2022 | 257       |

## Politik

### Bürgermeister
Edgar Pütmann wurde am 23. Januar 2023 Ortsbürgermeister von Martinstein. Die Wahl des bisherigen Ersten Beigeordneten erfolgte durch den Rat.
Er wurde im Juni 2024 wiedergewählt.
Pütmanns langjähriger Vorgänger Paul-Walter Bock hatte das Amt zum 31. Dezember 2022 vorzeitig niedergelegt.

### Wappen
| Wappen von Martinstein | Blasonierung: „Von silbernem Schildhaupt, darin ein blaues Schwert, durch Zinnenschnitt mit vier Zinnen geteilt, unten in Rot ein blauer Reichsapfel, gold gerandet mit goldenem Tatzenkreuz.“ |
| Wappen von Martinstein | Wappenbegründung: Das Schwert ist das Attribut des heiligen Martin, des Patrons und Namensgebers des Ortes. Der Reichsapfel steht für den ehemaligen reichsritterschaftlichen Status. Die Zinnen symbolisieren die Burg, die Anzahl vier steht für den früher auf vier Gemarkungen geteilten Ort. |

## Bauwerke
In der Denkmalliste des Landes Rheinland-Pfalz (Stand: 2022) werden als Kulturdenkmäler die römisch-katholische Kirche St. Martin, die einen gotischen Chor aus dem 14. Jahrhundert und ein barockes Schiff (bezeichnet 1729) aufweist, sowie die ehemalige, im Heimatstil errichtete Schule (bezeichnet 1903) genannt. Beide Bauwerke befinden sich in der Hauptstraße von Martinstein.
Siehe auch: Liste der Kulturdenkmäler in Martinstein

## Wirtschaft und Infrastruktur
Die Bundesstraße 41 führt direkt durch den Ort. Martinstein hat einen Haltepunkt (ein ehemaliger Bahnhof) an der Nahetalbahn Bingen-Saarbrücken.
Martinstein verfügt über ein Restaurant, eine Eisdiele, zwei Bäckereien und ein Haushaltswarengeschäft.